# サマセット・バトラー (第3代キャリック伯爵)
第3代キャリック伯爵サマセット・リチャード・バトラー（英語: Somerset Richard Butler, 3rd Earl of Carrick、1779年9月28日 – 1838年2月4日）は、アイルランド貴族、政治家。1819年から1838年までアイルランド貴族代表議員を務めた。

## 生涯
第2代キャリック伯爵ヘンリー・トマス・バトラーとサラ・テイラー（Sarah Taylor、1756年頃 – 1841年4月4日/8月14日、エドワード・テイラーの娘）の息子として、1779年9月28日に生まれた。
1812年にキルケニー県長官を務め、1813年7月20日に父が死去するとキャリック伯爵の爵位を継承した。
1819年から1838年までトーリー党員としてアイルランド貴族代表議員を務めた。
1838年2月4日にダブリンで死去、息子ヘンリー・トマスが爵位を継承した。

## 家族
1811年9月1日、アン・ウィン（Anne Wynne、1829年10月22日没、オーウェン・ウィンの娘）と結婚、2女をもうけた。
- サラ・ジュリアナ（1812年7月29日 – 1905年4月28日） - 1832年12月8日、第3代クランカーティ伯爵ウィリアム・トマス・ル・プア・トレンチと結婚、子供あり
- アン・マーガレット（1901年5月15日没） - 1861年2月7日、ジョージ・ホワイトロック・ホワイトロック・ロイド（George Whitelocke Whitelocke Lloyd）と結婚

1833年2月12日、ルーシー・フレンチ（Lucy French、1800年頃 – 1884年10月13日、アーサー・フレンチの娘）と再婚、2男1女をもうけた。
- ヘンリー・トマス（1834年2月19日 – 1846年4月16日） - 第4代キャリック伯爵[1]
- サマセット・アーサー（1835年1月30日 – 1901年12月22日） - 第5代キャリック伯爵[1]
- ルーシー・マリア（1837年11月19日 – 1896年7月25日） - 1863年3月19日、第6代マッシー男爵ジョン・マッシーと結婚、子供あり[3]